# Бок (Еро)
Боск (фр. Bosc) је насеље и општина у јужној Француској у региону Лангдок-Русијон, у департману Еро која припада префектури Лодев.
По подацима из 2011. године у општини је живело 1.242 становника, а густина насељености је износила 44,15 становника/km². Општина се простире на површини од 28,13 km². Налази се на средњој надморској висини од 90 метара (максималној 432 m, а минималној 56 m).

## Демографија
| 1962. | 1968. | 1975. | 1982. | 1990. | 1999. | 2011. |
| ----- | ----- | ----- | ----- | ----- | ----- | ----- |
| 634   | 658   | 587   | 651   | 679   | 739   | 1.242 |

График промене броја становника у току последњих година